# 알레그로 (음악 그룹)
알레그로(Allegrow)는 대한민국의 인디 팝/발라드 & 모던 록 프로듀서이자 싱어송라이터인 이세훈의 1인 프로젝트다. 
그는 GM KOREA(Chevrolet Korea)에서 차장으로 근무중인 회사원이기도 하다.
에피톤 프로젝트, 짙은, 루시아 등과 함께 파스텔뮤직 소속으로서, 주로 도회적인 정서를 포함하는 곡들을 발표하고 있다.

## 이름의 의미
'빠르게'라는 의미의 음악용어 Allegro와 '성장'을 뜻하는 grow가 합쳐진 이름이다.

## 발매 앨범
- Nuit Noire(EP 1집)
- 그대의 봄과 함께(디지털 싱글)
- 달콤한 나의 도시(디지털 싱글)
- 도시여행지침서 - 서문(디지털 싱글)
- 도시여행지침서(정규 1집)

## 참여 앨범
- 사랑의 단상 Chapter 3 : Follow you, Follow Me
- Ten Years After : Pastel Music 10th Anniversary
- 사랑의 단상 Chapter 4 : You and me song